# Happy End (formație)
Happy End (はっぴいえんど Happī Endo?) au fost o trupă de folk rock activă din 1969 până în 1972. Alcătuită din Haruomi Hosono⁠(d), Eiichi Ohtaki⁠(d), Takashi Matsumoto și Shigeru Suzuki⁠(d), sunetul inovativ al trupei era considerat avangardist pentru majoritatea japonezilor la acea vreme. Sunt considerați a fi printre cei mai influenți artiști din muzica japoneză. MTV a descris muzica lui Happy End drept  „rock cu tendințe psihedelice pe alocuri.” 

## Istorie

### Carieră
Când trupa sa Burns avea nevoie de un basist, toboșarul Takashi Matsumoto l-a contactat  pe Haruomi Hosono, un student la Universitatea Rikkyo despre care a auzit că este destul de talentat. După ce au cântat spectacole împreună, Hosono l-a invitat în cele din urmă pe Matsumoto să se alăture trupei de rock psihedelic Apryl Fool, pe care toboșarul a descris-o ca fiind influențată de trupe precum Vanilla Fudge, „sunete cu adevărat progresive pentru vremea respectivă”.  Când clavieratul lor, Hiro Yanagida, a început să fie interesat mai mult de muzică precum Buffalo Springfield și sunetul West Coast care devenea populară, Matsumoto a spus că Hosono a început să se intereseze și el și „am început să ne îndreptăm către acel stil”.  În octombrie 1969, Hosono și Matsumoto au format un grup numit Blue Valentine (ヴァレンタイン・ブルー?)  imediat după desființarea lui Apryl Fool. În martie 1970, Hosono, Matsumoto și Shigeru Suzuki au contribuit la albumul lui Kenji Endo, Niyago . Grupul și-a schimbat numele în Happy End și a fost trupa de suport pentru Nobuyasu Okabayashi, cântând pe albumul său Miru Mae ni Tobe .  Trupa a început să înregistreze propriul album în aprilie 1970. Matsumoto a declarat că la momentul în care a început Happy End, ei au fost influențați de Moby Grape, Buffalo Springfield și Grateful Dead . 
Albumul lor de debut eponim (scris în japoneză caはっぴいえんど) a fost lansat în august la casa de discuri experimentală URC (Underground Record Club).  Acest album a marcat un punct de cotitură important în istoria muzicii japoneze, deoarece a declanșat ceea ce va deveni cunoscut sub numele de "Japanese-language Rock Controversy" (Q11509135⁠(d) Nihongo Rokku Ronsō?)  . Au avut loc dezbateri foarte mediatizate între figuri proeminente din industria rock japoneză, în special membrii Happy End și Yuya Uchida, cu privire la sustenabilitatea muzicii rock cântate în întregime în japoneză. Anterior, aproape toată muzica rock populară din Japonia era cântată în engleză. Succesul albumului de debut al lui Happy End și al celui de-al doilea lor, Kazemachi Roman, lansat un an mai târziu, a dovedit sustenabilitatea rock-ului în limba japoneză în Japonia. 
Pentru al treilea album, intitulat și Happy End (de data aceasta scris în alfabet latin ), au semnat cu King Records și au înregistrat în 1972 la Los Angeles cu producătorul Van Dyke Parks.  Deși Hosono a descris mai târziu munca cu Parks ca fiind „productivă”, sesiunile de album au fost slabe, iar membrii Happy End au fost dezamăgiți de viziunea lor despre America pe care o anticipaseră.  O bariera lingvistică, împreună cu opoziția dintre personalul studioului din Los Angeles și Happy End, a fost, de asemenea, evidentă, ceea ce a frustrat și mai mult grupul.  Aceste sentimente au fost transmise în piesa de închidere „Sayonara America, Sayonara Nippon”, care a primit câteva contribuții de la chitaristul Lowell George de la Parks și Little Feat .  După cum a explicat Matsumoto: „Am renunțat deja la Japonia și, cu [acea melodie], ne-am luat la revedere și de la America – nu aveam de gând să aparținem niciunui loc”.  În timp ce trupa s-a desființat oficial pe 31 decembrie 1972, albumul a fost lansat în februarie 1973.  Ultimul lor concert a avut loc pe 21 septembrie 1973, intitulat City -Last Time Around, cu un album live al show-ului lansat ca Live Happy End anul următor.

### Activități Ulterioare
După despărțire, toți cei patru membri au continuat să lucreze împreună și să contribuie reciproc la albumele și proiectele solo ale celuilalt. Hosono și Suzuki au format Tin Pan Alley cu Masataka Matsutoya, înainte ca Hosono să înceapă actul de muzică electronică inovativ Yellow Magic Orchestra, iar Suzuki a continuat să lucreze ca chitarist și muzician solo. Matsumoto a devenit unul dintre cei mai de succes textier din țară, iar Ohtaki a lucrat drept compozitor și artist solo, lansând unul dintre cele mai bine vândute și apreciate albume din Japonia, A Long Vacation, în 1981. Happy End s-a reunit pentru o performanță unică la concertul International Youth Anniversary All Together Now (国際青年年記念 ALL TOGETHER NOW?)  pe 15 iunie 1985, care a fost lansat ca albumul live The Happy End mai târziu în același an.
Un album numit Happy End Parade ~Tribute to Happy End~ și compus din cover-uri ale melodiilor lor de diferiți artiști a fost lansat în 2002. Hosono a fost implicat în selectarea colaboratorilor și în coperta lui Kicell pentru „Shin Shin Shin”, Matsumoto a luat deciziile privind coperta și titlul, iar Suzuki a luat parte în coveru-ul lui Yōichi Aoyama pentru „Hana Ichi Monme”.  În 2003, cântecul lor „Kaze wo Atsumete” a apărut în filmul american Lost In Translation și pe coloana sonoră . 
Eiichi Ohtaki a murit pe 30 decembrie 2013, în urma unui anevrism aortic, la vârsta de 65 de ani  Pentru albumul tribut din 2015, Kazemachi de Aimashō, care comemorează cea de-a 45-a aniversare a lui Matsumoto ca textier, Matsumoto, Hosono și Suzuki au înregistrat piesa nelansată "Shūu no Machi" (驟雨の街?) compusă original când făceau parte din Happy End .  Un concert special de două zile pentru aceeași aniversare a avut loc la Forumul Internațional de la Tokyo, în perioada 21-22 august 2015, cu numeroși artiști.  Matsumoto, Hosono și Suzuki au deschis în fiecare zi interpretând „Natsu Nandesu” și „Hana Ichi Monme”, urmate imediat de „Haikara Hakuchi” cu Motoharu Sano . Ei au încheiat, de asemenea, spectacolele cu „Shūu no Machi” și în cele din urmă „Kaze wo Atsumete” alături de o serie de alți artiști. 
Cei trei membri supraviețuitori ai Happy End s-au reunit în perioada 5-6 noiembrie 2021 pentru un concert de două zile, în care au participat și mulți alți artiști, la Nippon Budokan pentru a sărbători cea de-a 50-a aniversare a lui Matsumoto.  Tot în 2021, trupa lui Suzuki, Skye, a înregistrat piesa nelansată ca Happy End, "Chigiregumo" (ちぎれ雲?)  pentru albumul lor omonim. 

## Moştenire
Happy End este creditat ca fiind primul grup rock care a cântat în japoneză.   Matsumoto a reflectat mai târziu că: „Erau două stiluri de muzică pe vremea aceea. Aveai kayōkyoku, muzică pop japoneză în stil vechi care exista deja și apoi sunete de grup . Au existat trupe legate de această ultimă mișcare, precum The Golden Cups și The Spiders, care au fost activi pe scena Yokohama, care era o comunitate muzicală cu adevărat interesantă, deoarece avea o influență americană uriașă datorită bazei navale din Yokosuka din apropiere. Single-urile lor aveau o parte A, care era mai degrabă kayōkyoku, dar partea B avea ceva mai psihedelic, un rock mai autentic. Acel decalaj dintre cele două părți ni s-a părut ciudat mie și celorlalți membri ai Happy End, așa că am decis să nu ne facem griji dacă ceea ce cream se va vinde. Am vrut doar să facem ceva original. Dacă faci ceva original, probabil este mai bine să-l cânți în japoneză.”  Cu toate acestea, a menționat că Hosono a simțit inițial că ar trebui să cânte în engleză; „Cred că Hosono-san a avut intenția de a face ceva care să se răspândească mai departe de Japonia. Eu am vrut să împărtășesc ceva ce era bun despre viața japoneză de zi cu zi. Asta a fost baza versurilor mele. Este ceva care este interesant pentru oamenii chiar și dincolo de Japonia, dar chiar cred că ar fi avut nevoie de un traducător foarte bun pentru a se conecta.” 
Potrivit criticului muzical Ian Martin, Happy End a fost pionierul unui stil de compoziție care combina versurile în limba japoneză cu folk rock cu influență occidentală într-o formă ritmică cu o silabă și o singură notă.  În 2012, Michael K. Bourdaghs a scris: „Pentru Matsumoto, limba japoneză a fost mai presus de toate o sursă de materie primă pentru a experimenta. [...] pentru Happy End, limba japoneză nu a funcționat ca un depozit al tradiției sau identității, ci ca o limbă alienată și alienantă - o sursă de zgomot.”  Cântăreața și compozitorul Sachiko Kanenobu a scris că „au avut un mod poetic de a scrie care nu exista în muzica rock japoneză înainte”. 
Muzica lui Happy End a fost citată ca fiind una dintre originile „ J-pop-ului ” modern, fiecare membru continuând să contribuie la dezvoltarea sa după destrămarea grupului.  De asemenea, trupa este considerată părintele a ceea ce ar deveni stilul „ City Pop ”.    Masataka Miyanaga, critic muzical japonez și fondator și profesor al Universității Beatles de la Universitatea Kanazawa, a scris că, având în vedere impactul pe care l-au avut, nu ar fi o exagerare să numim Happy End „ Beatles japonezi”.  Matsumoto a spus: „Nu am avut nicio promovare și au încetat să ne mai vândă albumele la scurt timp după ce au apărut – totul a fost pe urmă o reeditare. Dar lucrul important despre Happy End este că părinții le arată copiilor lor. Lucrătorii mai în vârstă le arată noilor colegi. Elevii mai mari îl împărtășesc cu colegii mai tineri. Așa s-a transmis muzica noastră.” 
În 2003, Happy End a fost clasat de HMV Japan pe locul 4 pe lista celor mai importante 100 de trupe pop japoneze.  Ohtaki și Hosono apar și ei pe listă ca artiști solo, pe locul 9 și, respectiv, pe locul 44.   În septembrie 2007, Rolling Stone Japan a numit Kazemachi Roman cel mai bun album rock japonez din toate timpurile.  De asemenea, a fost clasat pe locul 15 pe lista celor 54 de albume rock japoneze standard ale ' Bounce din 2009. 

## Membrii
- Haruomi Hosono⁠(d) (細野晴臣?) – voce, chitară bas, clape, chitară
- Eiichi Ohtaki⁠(d) (大瀧詠一?) – voce, chitară
- Shigeru Suzuki⁠(d) (鈴木茂?) – chitară principală, voce
- Takashi Matsumoto⁠(d) (松本隆?) – baterie, textier principal

## Discografie

### Albume de studio
- Happy End⁠(d) (はっぴいえんど Happī Endo?, August 5, 1970)
- Kazemachi Roman⁠(d) (風街ろまん? November 20, 1971)
- Happy End (Februarie 25, 1973)

### Albume live
- Live Happy End (ライブ・はっぴいえんど Raibu Happī Endo?, recorded 9/21/1973, released January 15, 1974)
- The Happy End (recorded 6/15/1985, released September 5, 1985)
- Happy End Greeeatest Live! On Stage (はっぴいえんど GREEEATEST LIVE! ON STAGE? recorded 4/12/70, 8/7/71, 4/14/71, released July 15, 1986)
- Happy End Live On Stage (はっぴいえんど LIVE ON STAGE? recorded 8/9/70, 8/21/71, 4/14/71, 8/7/71, released August 25, 1989)

### Compilări
- City - Happy End Best Album (CITY／はっぴいえんどベスト・アルバム Shiti/Happī Endo Besuto Arubamu?, 1973)
- Singles (シングルス Shingurusu?, 1974)
- Happy End (はっぴいえんど〜HAPPY END? 1993, box set)
- Happy End Box (はっぴいえんどBOX Happī Endo Box?, 2004, box set)
- Happy End Masterpiece (はっぴいえんどマスターピース Happī Endo Masutāpīsu?, 2014, box set)

### Single
- "Juuni Gatsu no Ame no hi" (１２月の雨の日? April 1, 1971)
- "Hana Ichi Monme" (花いちもんめ? December 10, 1971)
- "Sayonara America, Sayonara Nippon" (さよならアメリカさよならニッポン? February 25, 1973)
- "Ashita Tenki ni Naare" (あしたてんきになあれ? November 26, 1999)

## Vezi si
- Muzica Japoniei
- rock japonez